# Gheorghe Fiat
Gheorghe Fiat (Reșița, 14 gennaio 1929 – Craiova, 22 agosto 2010) è stato un pugile rumeno.

## Palmarès

### Olimpiadi
- Bronzo a Helsinki 1952 nei pesi leggeri.